# Ster ZLM Toer
Die Ster ZLM Toer - GP Jan van Heeswijk ist ein Etappenrennen für Radrennfahrer, das durch die Niederlande führt.

## Beschreibung und Geschichte
Das Rennen fand erstmals 1987 unter dem Namen Driedaagse van Schijndel statt. Danach hieß das Rennen kurzfristig Teleflex Tour, Ster der Beloften und Ster Elektrotoer, bis 2011 der heute aktuelle Name eingeführt wurde. Bis 1995 war das Rennen lediglich für Amateure offen.
Traditionell werden die Niederlande dabei auf wechselnden Kursen einmal von Norden nach Süden durchfahren. Ebenso traditionell entfallen die letzten beiden Etappen dabei auf die Provinz Limburg: Sittard-Geleen und das im Radsport schon legendäre Valkenburg sind dabei die Etappenorte. Auch werden regelmäßig (Teil-)Etappen durch die Nachbarländer geführt: 2005 etwa durch den Kreis Heinsberg, Deutschland, und 2006 gab es einen Abstecher nach Belgien im Programm.
Die Elektrotoer konkurrierte viele Jahre lang mit der Ronde van Holland, die die Niederlande ebenfalls der Länge nach durchquerte und mit zwei Etappen in Limburg endete. Die Ronde ging allerdings bei Einführung der UCI Protour in die Eneco Tour auf.
Im April 2018 gaben die Organisatoren des Rennens, der  Stichting Wielerbelang Schijnde, bekannt, dass die Austragung für 2018 nicht stattfinden werde. Grund sei, dass einige Etappenorte abgesprungen seien. Nach einem Jahr Pause fand 2019 die Rundfahrt wieder statt, bevor die Austragung 2020 und 2021 aufgrund der COVID-19-Pandemie erneut für zwei Jahre unterbrochen wurde. 

## Palmarès
| Jahr | Sieger              | Zweiter               | Dritter              |          |
| ---- | ------------------- | --------------------- | -------------------- | -------- |
| 1987 | Theo Gevers         | Jos Bol               | Frank van Merwijk    |          |
| 1988 | Arno Ottevanger     | Menno Vink            | Harry Rozendal       |          |
| 1989 | Reem Kok            | Anthony Theus         | Luboš Lom            |          |
| 1990 | John den Braber     | Servais Knaven        | Tonnie Akkermans     |          |
| 1991 | Tristan Hoffman     | Niels Boogaard        | Arno Ottevanger      |          |
| 1992 | Martin van Steen    | Robert de Poel        | Saulius Šarkauskas   |          |
| 1993 | Servais Knaven      | Wim van de Meulenhof  | Patrick Jonker       |          |
| 1994 | Jos Wolfkamp        | Bennie Gosink         | Remigijus Lupeikis   |          |
| 1995 | Bennie Gosink       | Lucien de Louw        | Jan Boven            |          |
| 1996 | Tyler Hamilton      | Nate Reiss            | Danny Nelissen       |          |
| 1997 | Eddy Bouwmans       | Bert Hiemstra         | Wim van de Meulenhof |          |
| 1998 | Karsten Kroon       | Ralf Grabsch          | Bjørnar Vestøl       |          |
| 1999 | Ralf Grabsch        | Frank McCormack       | Erwin Thijs          |          |
| 2000 | Andy De Smet        | Bram Tankink          | Andrei Kaschetschkin |          |
| 2001 | Xavier Jan          | Marcel Strauss        | René Haselbacher     |          |
| 2002 | Bart Voskamp        | Bram Schmitz          | Michael Boogerd      |          |
| 2003 | Gerben Löwik        | Niels Scheuneman      | Rik Reinerink        |          |
| 2004 | Nick Nuyens         | Paul Van Hyfte        | Philippe Gilbert     |          |
| 2005 | Stefan Schumacher   | Nick Nuyens           | Laurens ten Dam      |          |
| 2006 | Kurt Asle Arvesen   | Jurgen Van De Walle   | Paolo Bossoni        |          |
| 2007 | Sebastian Langeveld | Paul Martens          | Kurt Asle Arvesen    |          |
| 2008 | Enrico Gasparotto   | Wassil Kiryjenka      | Nikolai Trussow      |          |
| 2009 | Philippe Gilbert    | Niki Terpstra         | Borut Božič          |          |
| 2010 | Adam Hansen         | Johan Coenen          | Thomas De Gendt      |          |
| 2011 | Philippe Gilbert    | Niki Terpstra         | Ramūnas Navardauskas |          |
| 2012 | Mark Cavendish      | Lars Boom             | Jürgen Roelandts     |          |
| 2013 | Lars Boom           | André Greipel         | Mark Cavendish       |          |
| 2014 | Philippe Gilbert    | Tim Wellens           | Gianni Meersman      |          |
| 2015 | André Greipel       | Yves Lampaert         | Moreno Hofland       |          |
| 2016 | Sep Vanmarcke       | Sean De Bie           | Jos van Emden        |          |
| 2017 | José Gonçalves      | Primož Roglič         | Laurens De Plus      |          |
| 2019 | Mike Teunissen      | Amund Grøndahl Jansen | Mads Würtz Schmidt   |          |
| 2020 | abgesagt            | abgesagt              | abgesagt             | abgesagt |
| 2021 | abgesagt            | abgesagt              | abgesagt             | abgesagt |
| 2022 | Olav Kooij          | Jakub Mareczko        | Aaron Van Poucke     |          |
| 2023 | Olav Kooij          | Sam Welsford          | Nils Eekhoff         |          |
| 2024 | Rune Herregodts     | Max Walker            | Tom Bohli            |          |
| 2025 | abgesagt            | abgesagt              | abgesagt             | abgesagt |